# 出石明治館
出石明治館（いずしめいじかん）は、兵庫県豊岡市出石町にある博物館。
建物は擬洋風建築の西洋館であり、豊岡市有形文化財に指定されている。正式名称は豊岡市立出石明治館（とよおかしりついずしめいじかん）。

## 歴史
1887年（明治20年）、出石城跡近くの登城橋公園内に出石郡役所として竣工した。
1939年（昭和14年）、北東約300メートルの現在地に移築された。1982年（昭和57年）3月、出石町指定文化財に指定された。1984年（昭和59年）には一般公開が開始され、2004年（平成16年）には館内がリニューアルされた。

## 建築
正面玄関のある木造2階建の背部に平屋建を連結した構造である。明るい浅葱色の壁面は当時流行した色だった。
正面玄関ポーチのペディメントやコリント式の柱頭などに明治時代の郡役所の特徴を見つけることができる。明治期には数多くの郡役所が建設されたが、現在の兵庫県では旧出石郡役所、旧七美郡役所（香美町）、旧神崎郡役所（福崎町）、旧三原郡役所（南あわじ市）の4棟のみが残っている。

## 施設
博物館および各種展示会やカルチャーセンターとして活用されている。
- 1階
  - 旧郡役所展示室
  - 大友工展示室
  - 休憩サロン
  - 歴史を彩った出石の人物展 - 斎藤隆夫、桜井勉、加藤弘之、山名宗全、沢庵宗彭らを紹介
- 2階
  - 出石磁器トリエンナーレ 展示

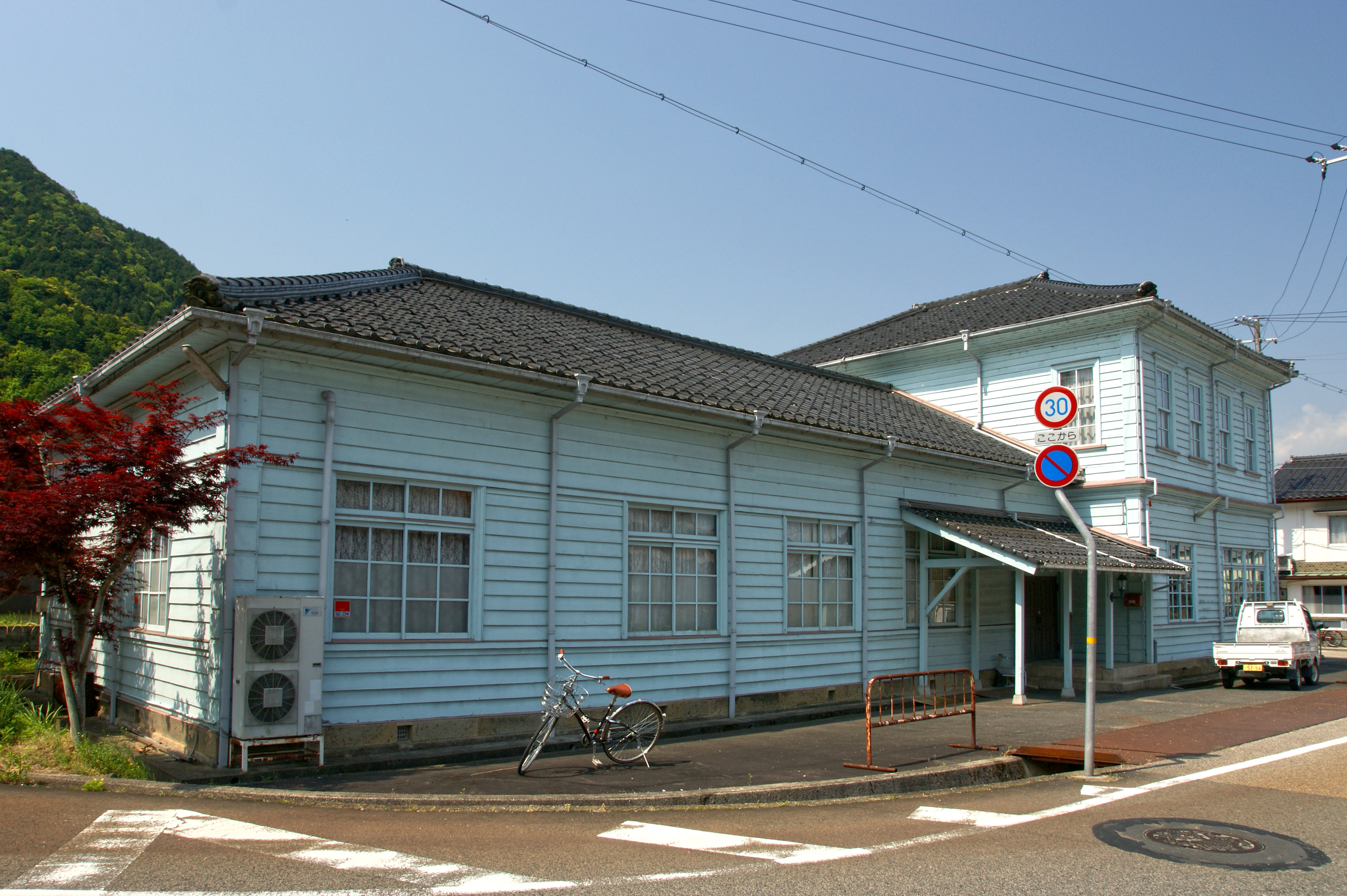
平屋棟と2階棟（右）
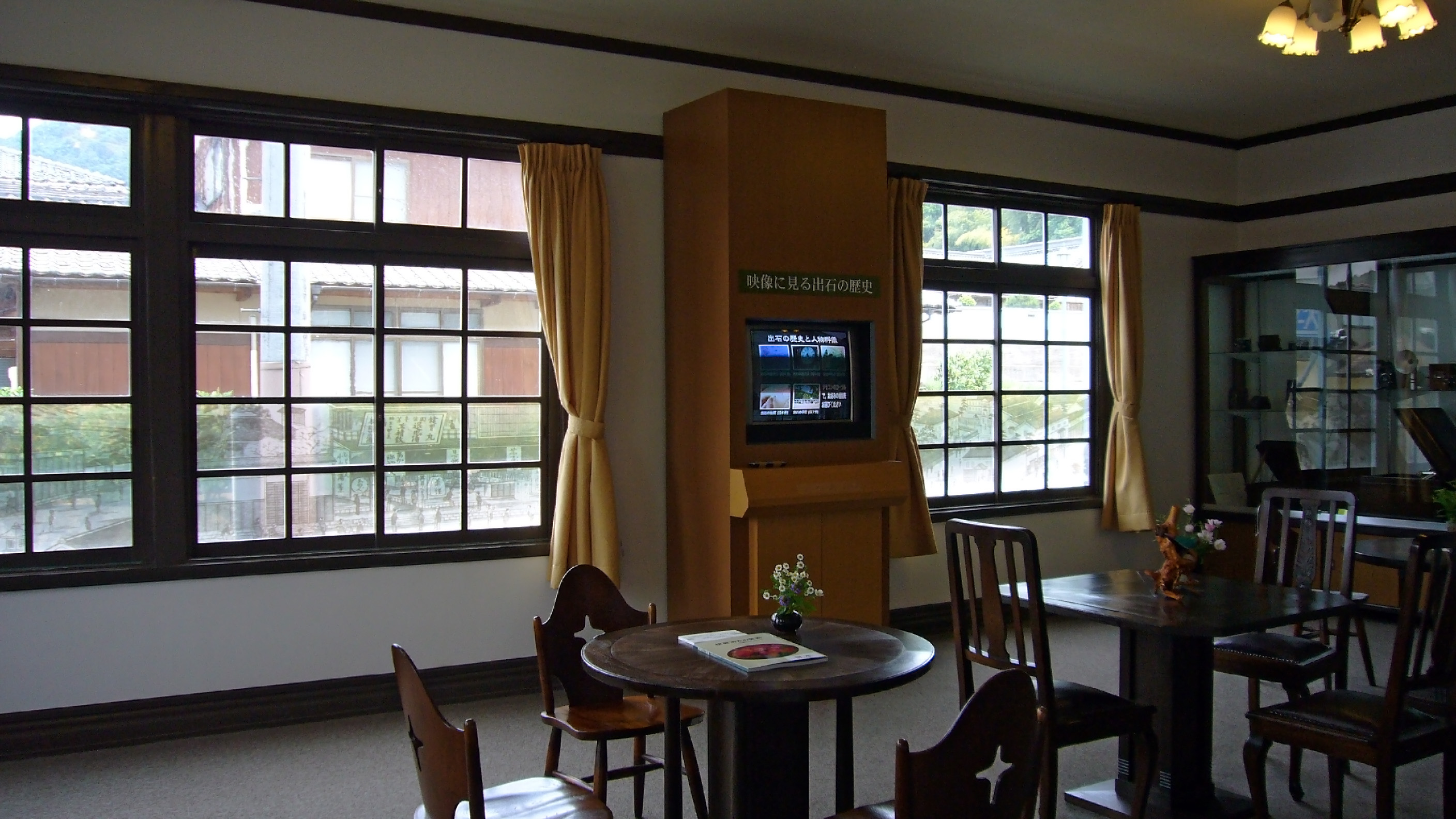
休憩サロン
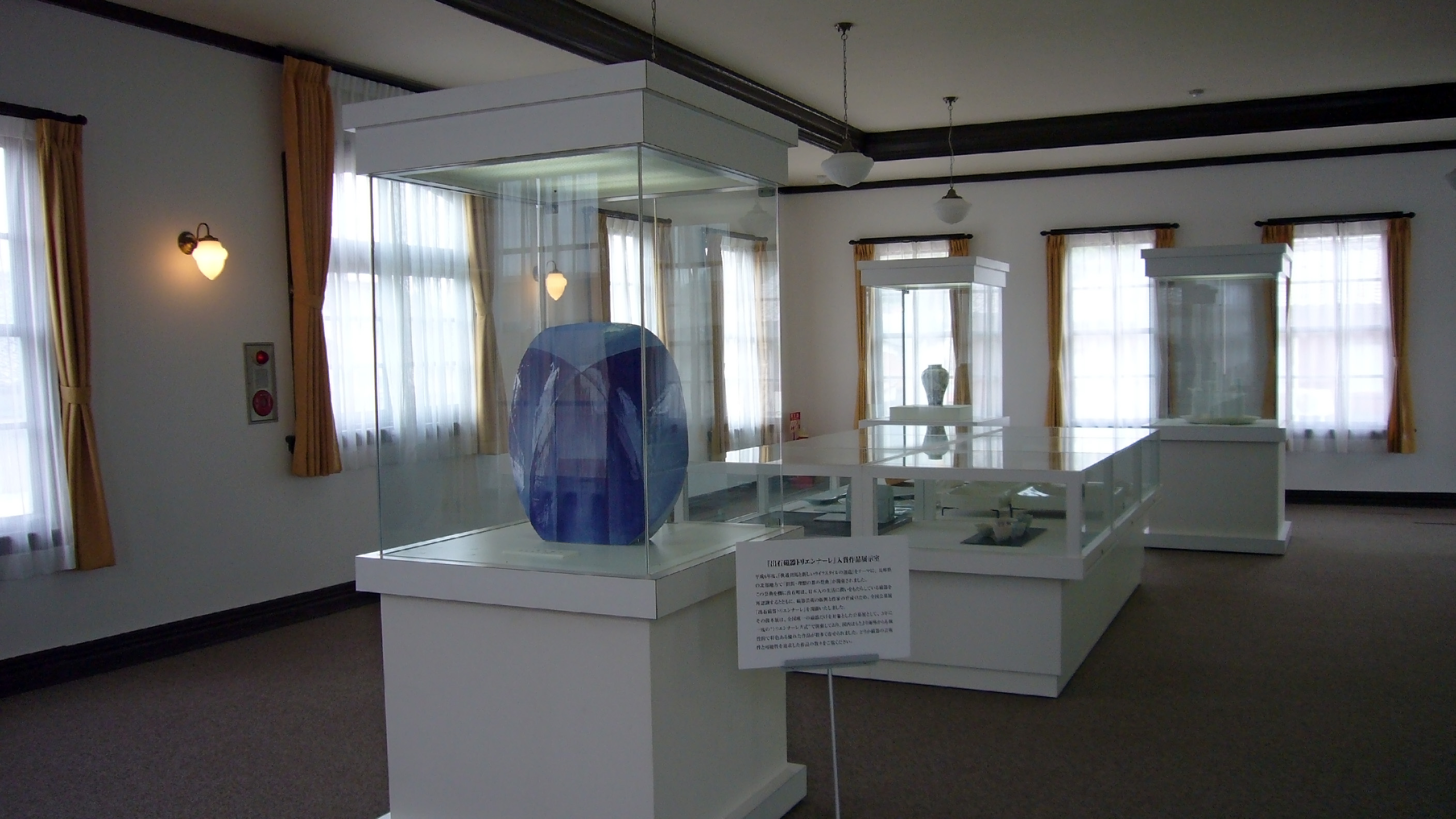
出石磁器トリエンナーレ展示室

## 利用案内
- 休館日 - 月曜日、年末年始（12/28 - 1/4）
- 開館時間 - 9:30から17:00まで（入館は16:30まで）

- 交通アクセス - JR山陰本線 八鹿駅・江原駅・豊岡駅から全但バス「出石」方面行きで「出石営業所」下車、徒歩10分